# Гондураська лемпіра
Лемпіра — грошова одиниця Гондурасу, що дорівнює 100 сентаво. Запроваджена 1926 року замість срібного песо. Золотий зміст, заявлений 1946 року Міжнародному валютному фонду, дорівнює 0,444335 г.

## Походження назви
Назва гондураської валюти походить від імені вождя ленка Лемпіри (1497—1537), який 1536 року розгорнув провальну для індіанців боротьбу проти іспанських колонізаторів. Лемпіра був убитий в результаті змови, а його загін розбитий.

## Історія
Монети номіналом в одну лемпіру карбувались у 1931—1937 роках зі срібла 900-ї проби. Лемпіра була введена в 1931 році, замінивши песо по номіналу. В кінці 1980-х років обмінний курс становив дві Лемпіри за долар США (монета в 20 сентаво називається Дайм, оскільки вона коштувала стільки ж, скільки десять центів США).
У 1931 році були введені монети номіналом в 5, 20 і 50 сентаво та 1 лемпіра. Монети в 1, 2 і 10 сентаво були додатково введені в 1935, 1939 і 1932 роках відповідно. Срібні монети номіналом в 1-лемпіру припинили карбувати в 1937 році, а інші срібні монети (20 і 50 сентаво) замінили мідно-нікелевими в 1967 році. Монети в 1 і 2 сентаво перестали карбувати з 1974 та 1998 роках, відповідно.

## Оборот та опис

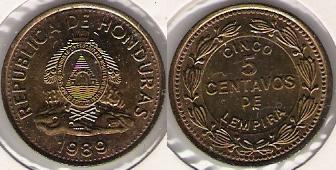
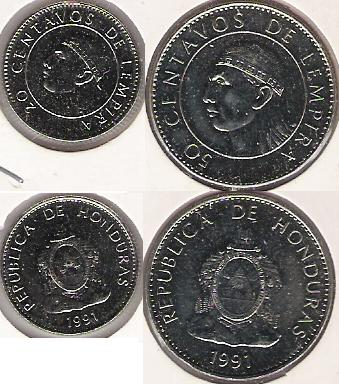

В обігу перебувають монети номіналом 5, 10, 20, 50 сентаво; банкноти — 1, 2, 5, 10, 20, 50, 100 і 500 лемпір.
| Зображення | Номінал | Колір         | Розмір      | Хто зображений         |
| ---------- | ------- | ------------- | ----------- | ---------------------- |
|            | 1       | Червоний      | 156 × 67 mm | Лемпіра                |
|            | 2       | Фіолетовий    | 156 × 67 mm | Марко Авреліо Сото     |
|            | 5       | Зелений       | 156 × 67 mm | Франсіско Морасан      |
|            | 10      | Коричневий    | 156 × 67 mm | Хосе Тринідад Кобаньяс |
|            | 20      | Зелений       | 156 × 67 mm | Діонісіо Еррера        |
|            | 50      | Жовто-зелений | 156 × 67 mm | Хуан Мануель Гальвес   |
|            | 100     | Помаранчевий  | 156 × 67 mm | Хосе Сесільйо де Вальє |
|            | 500     | Фіолетовий    | 156 × 67 mm | Рамон Роса             |